# 지나방면함대의 전투 서열
다음은 지나방면함대의 전투 서열이다.

## 1937년 12월 1일
- 제3함대
  - 직속: 이즈모
    - 상하이 해군특별육전대
    - 제1근거지대

  - 제10전대: 덴류, 다쓰타
  - 제11전대: 아타카, 도바, 세타, 히라, 호즈, 가타타, 아타미, 후타미, 구리, 쓰가, 하스
  - 제4수뢰전대: 기소
    - 제6구축대: 히비키, 이카즈치, 이나즈마
    - 제10구축대: 사기리, 사자나미, 아카쓰키
    - 제1수뢰대: 오토리, 히요도리, 하야부사, 가사사기

  - 제1연합항공대
  - 제2연합항공대
  - 제3항공전대: 가모이, 가구마루, 가미카와마루
- 제4함대
  - 직속: 아시가라, 이쓰쿠시마
    - 제15구축대: 하기, 후지, 스스키, 쓰타

  - 제9전대: 묘코, 나가라
  - 제5수뢰전대: 유바리
    - 제3구축대: 시오카제, 시마카제, 호카제
    - 제16구축대: 아사가오, 유가오, 후요, 가루카야
    - 제23구축대: 기쿠쓰키, 미카즈키, 모치즈키, 유쓰키

  - 제3잠수전대: 구마
  - 제9잠수대: 이23, 이24
    - 제13잠수대: 이21, 이22

  - 제4항공전대: 노토로, 기누가사마루

## 1939년 11월 15일
- 지나방면함대
  - 부속[1]
    - 제13전대: 아스카, 구리, 우메, 하스, 제13포함대, 제14포함대, 제15포함대
    - 상하이 방면근거지대: 공작함 아사히, 제1포정대, 제2포정대, 상하이 항무부
    - 제2연합항공대: 제12항공대, 제13항공대
    - 상하이 해군특별육전대
    - 이즈모 (지나방면함대기함), 부설함 가쓰리키, 저우산섬 기지대, 난징 기지대, 가미카와마루, 제36교도마루, 아사히마루, 벤반마루
- 제1견지함대
  - 제11전대: 아타카, 세타, 가타타, 히라, 호즈, 도바, 아타미, 후타미, 후시미, 스미다, 하시다테
  - 부속: 한커우 방면특별근거지대, 주장 기지대
- 제2견지함대
  - 제15전대
    - 중순양함 쵸카이
    - 제5구축대: 아사카제, 하루카제, 마쓰카제, 하타카제
    - 제21구축대: 하쓰하루, 네노히, 하쓰시모, 와카바

  - 부속
    - 하이난섬 근거지대: 요코스카 진수부 제4특별육전대, 사세보 진수부 제8특별육전대, 제15방비대, 제16방비대, 수뢰정사기
    - 제3연합항공대: 제14항공대, 제15항공대
    - 광둥 방면특별근거지대
    - 샤먼 방면특별근거지대
    - 제12소해대, 수상기모함 지요다, 포함 사가, 제7호소해정, 제8호소해정
- 제3견지함대
  - 제12전대
    - 수상기모함 미즈호, 특설수뢰모함슈리마루
    - 제21수뢰대: 지도리, 마나즈루, 도모즈루, 하쓰카리

  - 부속
    - 칭다오 방면특별근거지대

## 1941년 12월 10일
- 제1견지함대
  - 우지, 아타카, 세타, 가타타, 히라, 호즈, 아타미, 후타미, 후시미, 스미다
  - 부속: 한커우 방면특별근거지대, 주장 기지대
- 제2견지함대
  - 제15전대: 이스즈, 사가, 하시다테
  - 히요도리, 가사사기
  - 제4소해대
  - 부속: 광둥 방면특별근거지대, 샤먼 방면특별근거지대
- 제3견지함대
  - 이와테
  - 제11수뢰대: 기지, 가리
  - 부속: 칭다오 방면특별근거지대, 슈리마루
- 하이난 경비부 - 하이난섬
  - 제1수뢰대: 오토리, 하야부사
  - 요코스카 진수부 제4특별육전대, 마이즈루 진수부 제1특별육전대, 사세보 진수부 제8특별육전대
  - 제15, 16경비대, 하이난 통신대
- 상하이 방면근거지대
  - 도바
  - 구리, 쓰가, 하스
  - 닛폰카이마루, 제13, 14포함대, 제1, 2포정대
  - 저우산섬 경비대, 난징 경비대, 상하이 항무부, 상하이 해군특별육전대
- 부속: 이즈모, 무로마루, 하쿠사

## 1942년 7월 14일
- 제1견지함대
  - 우지, 아타카, 세타, 가시다, 히라, 호즈, 아타미, 후타미, 후시미, 스미다
  - 부속: 한커우 경비대, 주장 경비대
- 제2견지함대
  - 사가, 하시다테, 히요도리, 가사사기
  - 홍콩 방면특별근거지대
  - 부속: 샤먼 경비대
- 하이난 경비부
  - 오토리
  - 요코스카 진수부 제4특별육전대, 마이즈루 진수부 제1특별육전대, 사세보 진수부 제8특별육전대
  - 제15, 16경비대
- 상하이 방면근거지대
  - 도바
  - 구리, 쓰가, 하스
  - 제13, 14포함대, 제1, 2포정대
  - 저우산섬 경비대, 난징 경비대, 상하이 항무부, 상하이 해군특별육전대
- 칭다오 방면특별근거지대
  - 기지
  - 슈리마루, 닛폰마루
- 부속: 이즈모, 다타라, 무로마루, 하쿠사

## 1944년 4월 1일
- 제2견지함대
  - 사가, 하시다테, 마이코, 하쓰카리
  - 홍콩 방면특별근거지대
  - 샤먼 방면특별근거지대
- 하이난 경비부
  - 제254해군항공대
  - 요코스카 진수부 제4특별육전대, 마이즈루 진수부 제1특별육전대, 사세보 진수부 제8특별육전대
  - 제15, 16경비대
- 상하이 방면근거지대
  - 도바, 아타카, 우지, 오키쓰
  - 구리, 쓰가, 하스
  - 제14포함대
  - 저우산섬 경비대, 난징 경비대, 상하이 항무부, 상하이 해군특별육전대
- 양쯔강 방면특별근거지대 ※旧제1견지함대
  - 스마, 다타라, 세타, 가타타, 호즈, 아타미, 후타미, 후시미, 스미다, 히라, 나루미
  - 주장 경비대
- 칭다오 방면특별근거지대
  - 슈리마루
- 부속: 제256해군항공대, 시라스나

## 1944년 8월 15일
- 제2견지함대
  - 사가, 마이코, 하쓰카리
  - 홍콩 방면특별근거지대
  - 샤먼 방면특별근거지대
- 하이난 경비부
  - 제254해군항공대
  - 요코스카 진수부 제4특별육전대, 마이즈루 진수부 제1특별육전대, 사세보 진수부 제8특별육전대
  - 제15, 16경비대
- 상하이 해군특별육전대
- 상하이 방면근거지대
  - 도바, 아타카, 우지, 오키쓰
  - 구리, 쓰가, 하스
  - 저우산섬 경비대, 난징 경비대, 상하이 항무부
- 양쯔강방면특별근거지대
  - 스마, 다타라, 세타, 가타타, 호즈, 아타미, 후타미, 후시미, 스미다, 히라, 나루미
  - 주장 경비대
- 칭다오 방면특별근거지대
  - 슈리마루
- 부속: 제256해군항공대

## 1945년 6월 1일
- 제2견지함대
  - 마이코, 하쓰카리, 제102호소해정
  - 홍콩 방면특별근거지대
  - 샤먼 방면특별근거지대
- 하이난 경비부
  - 요코스카 진수부 제4특별육전대, 마이즈루 진수부 제1특별육전대, 사세보 진수부 제8특별육전대
  - 제15, 16경비대
  - 하이난 해군시설부
  - 제1해군시설부
- 상하이 해군특별육전대
- 상하이 방면특별근거지대
  - 도바, 아타카, 우지, 오키쓰
  - 구리, 하스
  - 저우산섬 경비대, 난징 경비대, 상하이 항무부
- 양쯔강방면 특별근거지대
  - 제21, 23, 24포함대
  - 주장 경비대
- 칭다오 방면특별근거지대
- 부속: 제108, 144호수송함
  - 제324, 3213실상대
  - 중지나 해군항공대

## 같이 보기
- 일본 제국 해군의 전투 서열 (1941년 12월 10일), 태평양 전쟁 시작
- 일본 제국 해군의 전투 서열 (1942년 7월 14일), 미드웨이 해전 이후
- 일본 제국 해군의 전투 서열 (1943년 4월 1일), 과달카날 제도 철수 이후
- 일본 제국 해군의 전투 서열 (1944년 4월 1일), 전시편제제도 개정 이후
- 일본 제국 해군의 전투 서열 (1944년 8월 15일), 마리아나 해전 이후
- 일본 제국 해군의 전투 서열 (1945년 3월 1일), 기쿠스이 작전 직전
- 일본 제국 해군의 전투 서열 (1945년 6월 1일), 말기

## 참고

### 인용
1. ↑  戦史叢書79 1975, 129–130쪽.

### 자료
- 防衛研究所戦史室 (1975년 1월). 《中國方面海軍作戦＜2＞》. 戦史叢書 (일본어) 79. 朝雲新聞社.